# Эскандольер
Эскандолье́р (фр. Escandolières, окс. Las Candolièiras) — коммуна во Франции, находится в регионе Окситания. Департамент — Аверон. Входит в состав кантона Риньяк. Округ коммуны — Родез.
Код INSEE коммуны — 12095.
Коммуна расположена приблизительно в 490 км к югу от Парижа, в 120 км северо-восточнее Тулузы, в 23 км к северо-западу от Родеза.

## Население
Население коммуны на 2008 год составляло 200 человек.
| 1962 | 1968 | 1975 | 1982 | 1990 | 1999 | 2008 |
| ---- | ---- | ---- | ---- | ---- | ---- | ---- |
| 264  | 324  | 298  | 272  | 254  | 224  | 200  |

## Экономика
В 2007 году среди 129 человек в трудоспособном возрасте (15—64 лет) 98 были экономически активными, 31 — неактивными (показатель активности — 76,0 %, в 1999 году было 70,0 %). Из 98 активных работали 92 человека (51 мужчина и 41 женщина), безработных было 6 (4 мужчины и 2 женщины). Среди 31 неактивных 8 человек были учениками или студентами, 11 — пенсионерами, 12 были неактивными по другим причинам.